# Lukas Graham (альбом, 2012)
Lukas Graham — первый дебютный одноимённый альбом датской поп группы Lukas Graham. Он был выпущен 26 марта 2012 на лейбле Copenhagen Records, альбом дебютировал в датском хит-параде под номером один, и оставался на вершине чарта в течение 15 недель, после он стал 6x платиновым. В альбом вошли следующие синглы: «Ordinary Things», «Drunk in the Morning», «Criminal Mind», «Better Than Yourself (Criminal Mind Pt 2)». Следующий альбом получил такое же название.

## Трек-лист
| №   | Название                          | Автор(ы)                                                           | Продюсер    | Длительность |
| --- | --------------------------------- | ------------------------------------------------------------------ | ----------- | ------------ |
| 1.  | «Ordinary Things»                 | Лукас Фокамер, Себастьян Фог Мэдс, Эмил Нилсен, Стефан Форест      | Backbone    | 3:27         |
| 2.  | «Nice Guy»                        | Лукас Фокамер, Мортен Ристоп                                       | Backbone    | 3:35         |
| 3.  | «Drunk in the Morning»            | Лукас Фокамер, Мортен Ристоп Форрест, Магнус Ларссон, Марк Фалгрен | Backbone    | 3:30         |
| 4.  | «When You're with Me (Interlude)» | Лука Фокамер, Мортен Ристоп, Форест Фог                            | Backbone    | 1:07         |
| 5.  | «Red Wine»                        | Лкуас Фокамер, Брендон Бил, Мауро Верд                             | Брандон Бил | 5:24         |
| 6.  | «Apologize»                       | Лукас Фокамер, Форрест Фог                                         | Backbone    | 3:21         |
| 7.  | «Criminal Mind»                   | Лукас Фокамер, Форрест Фог, Мортен Ристоп                          | Backbone    | 3:05         |
| 8.  | «Don't Hurt Me This Way»          | Лукас Фокамер, Мортен Ристоп, Форрест Фог                          | Backbone    | 2:59         |
| 9.  | «Moving Alone»                    | Лукас Фокамер, Форрест Фог                                         | Backbone    | 4:22         |
| 10. | «Oohhh (Interlude)»               | Лукас Фокамер, Форрест Фог                                         | Backbone    | 0:37         |
| 11. | «Never Let Me Down»               | Лукас Фокамер, Брендон Бил, Форрест Фог                            | Backbone    | 3:26         |
| 12. | «Before the Morning Sun»          | Лукас Фокамер, Мауро Верди                                         | Backbone    | 4:18         |

| №   | Название                                      | Автор(ы)                                                                | Продюсер    | Длительность |
| --- | --------------------------------------------- | ----------------------------------------------------------------------- | ----------- | ------------ |
| 1.  | «Ordinary Things»                             | Лукас Фокамер, Себастьян Фог, Мэдс Эмил Нильсн, Стефан Форрест          | Backbone    | 3:27         |
| 2.  | «Nice Guy»                                    | Лукас Фокамер, Форрест Фог, Мортен Ристоп                               | Backbone    | 3:35         |
| 3.  | «Drunk in the Morning»                        | Лукас Фокамер, Форрест Фог, Мортен Ристоп, Магнус Ларссон, Марк Фалгрен | Backbone    | 3:30         |
| 4.  | «When You're with Me (Interlude)»             | Лукас Фокамер, Форрест Фог, Мортен Ристоп                               | Backbone    | 1:07         |
| 5.  | «Red Wine»                                    | Лукас Фокамер, Брендон Бил, Мауро Вэрди                                 | Брандон Бил | 5:24         |
| 6.  | «Apologize»                                   | Лукас Фокамер, Форрест Фог                                              | Backbone    | 3:21         |
| 7.  | «Daddy, Now That You're Gone (Ain't No Love)» |                                                                         | Backbone    | 4:43         |
| 8.  | «Criminal Mind»                               | Лукас Фокамер, Форрест Фог, Марк Фалгрен, Мортен Ристоп                 | Backbone    | 3:05         |
| 9.  | «Better Than Yourself (Criminal Mind Pt 2)»   | Лукас Фокамер, Hedegaard, Брендон Бил                                   | Backbone    | 4:22         |
| 10. | «Don't Hurt Me This Way»                      | Лукас Фокамер, Форрест Фог, Мортен Ристоп                               | Backbone    | 2:59         |
| 11. | «Moving Alone»                                | Лукас Фокамер, Форрест Фог                                              | Backbone    | 4:22         |
| 12. | «Oohhh (Interlude)»                           | Лукас Фокамер, Форрест Фог                                              | Backbone    | 0:37         |
| 13. | «Never Let Me Down»                           | Лукас Фокамер, Брендон Бил, Форрест Фог                                 | Backbone    | 3:26         |
| 14. | «Before the Morning Sun»                      | Лукас Фокамер, Мауро Вэрди                                              | Backbone    | 4:18         |

## Чарты

### Недельный чарт
| Чарт (2012)       | Высшая позиция |
| ----------------- | -------------- |
| Дания (Hitlisten) | 1              |

### Чарт на конец года
| Чарт (2016)                | Позиция |
| -------------------------- | ------- |
| Датский Albums (Hitlisten) | 30      |

### Сертификации
| Регион                                                                      | Сертификация  | Продажи |
| --------------------------------------------------------------------------- | ------------- | ------- |
| Дания (IFPI Danmark)                                                        | 7× Платиновый | 140 000 |
| Нидерланды (NVPI)                                                           | Золотой       | 25 000  |
| Польша (ZPAV)                                                               | Золотой       | 10 000  |
| Данные о продажах + прослушиваниях приведены только на основе сертификации. |               |         |

## Хронология выхода
| Регион | Дата выпуска  | Формат              | Лейб               |
| ------ | ------------- | ------------------- | ------------------ |
| Дания  | 26 марта 2012 | Digital download CD | Copenhagen Records |